# Přestavlky (okres Přerov)
Přestavlky jsou obec v okrese Přerov v Olomouckém kraji. Leží osm kilometrů jihovýchodně od Přerova. Mají 109 domů a žije zde 248 obyvatel.
Ve vsi se nachází mírně zchátralý zámek, který byl v roce 1998 vrácen arcibiskupství olomouckému, nyní jej vlastní soukromý majitel. Funguje zde SDH Přestavlky.

## Název
Jméno vesnice původně znělo Přěstavlci a označovalo obyvatele, kteří vykonávali nějakou činnost ve vztahu k vlkům. Způsob vzniku označení a jeho význam se už dnes nedá stanovit. Stejné místní jméno se kromě Moravy vyskytuje též v Čechách, na Slovensku, na Ukrajině a v Srbsku.

## Historie
První písemná zmínka o obci pochází z roku 1275. Dějiny obce jsou spjaty se šlechtickým rodem Magnisů. V přestavlckém zámku bylo roku 1877 zřízen klášter voršilek, vypovězených z Pruska, které zde zřídily německou dívčí školu, která byla v roce 1908 přeměněna ve školu měšťanskou. V roce 1911 se tam v dobovém tisku zmiňuje voršilkami vedená škola obecná, měšťanská a jednoletá škola hospodyňská; sestry se v místě udržely do roku 1947. V roce 1948 zde bylo pak založeno salesiánské gymnázium (podle V. Vaška „filozofický studenát salesiánů“), které bylo ale již o necelé dva roky později v rámci akce K zrušeno.

## Obyvatelstvo
| Rok            | 1869 | 1880 | 1890 | 1900 | 1910 | 1921 | 1930 | 1950 | 1961 | 1970 | 1980 | 1991 | 2001 | 2011 | 2021 |
| -------------- | ---- | ---- | ---- | ---- | ---- | ---- | ---- | ---- | ---- | ---- | ---- | ---- | ---- | ---- | ---- |
| Počet obyvatel | 415  | 512  | 497  | 498  | 530  | 538  | 545  | 414  | 395  | 329  | 301  | 263  | 255  | 255  | 255  |
| Počet domů     | 62   | 71   | 72   | 74   | 71   | 76   | 85   | 90   | 98   | 92   | 82   | 96   | 94   | 98   | 99   |

## Obecní symboly
Znak a vlajka byly obci uděleny rozhodnutím předsedy Poslanecké sněmovny Parlamentu České republiky dne 17. října 1997.

## Doprava
Do území obce zasahuje dálnice D1 a silnice III/4901 Dobrčice - Přestavlky - Stará Ves.

## Pamětihodnosti
- Švédské šance
- Zámek s areálem parku a sochami svatého Jana Nepomuckého a svatého Vincence

## Galerie

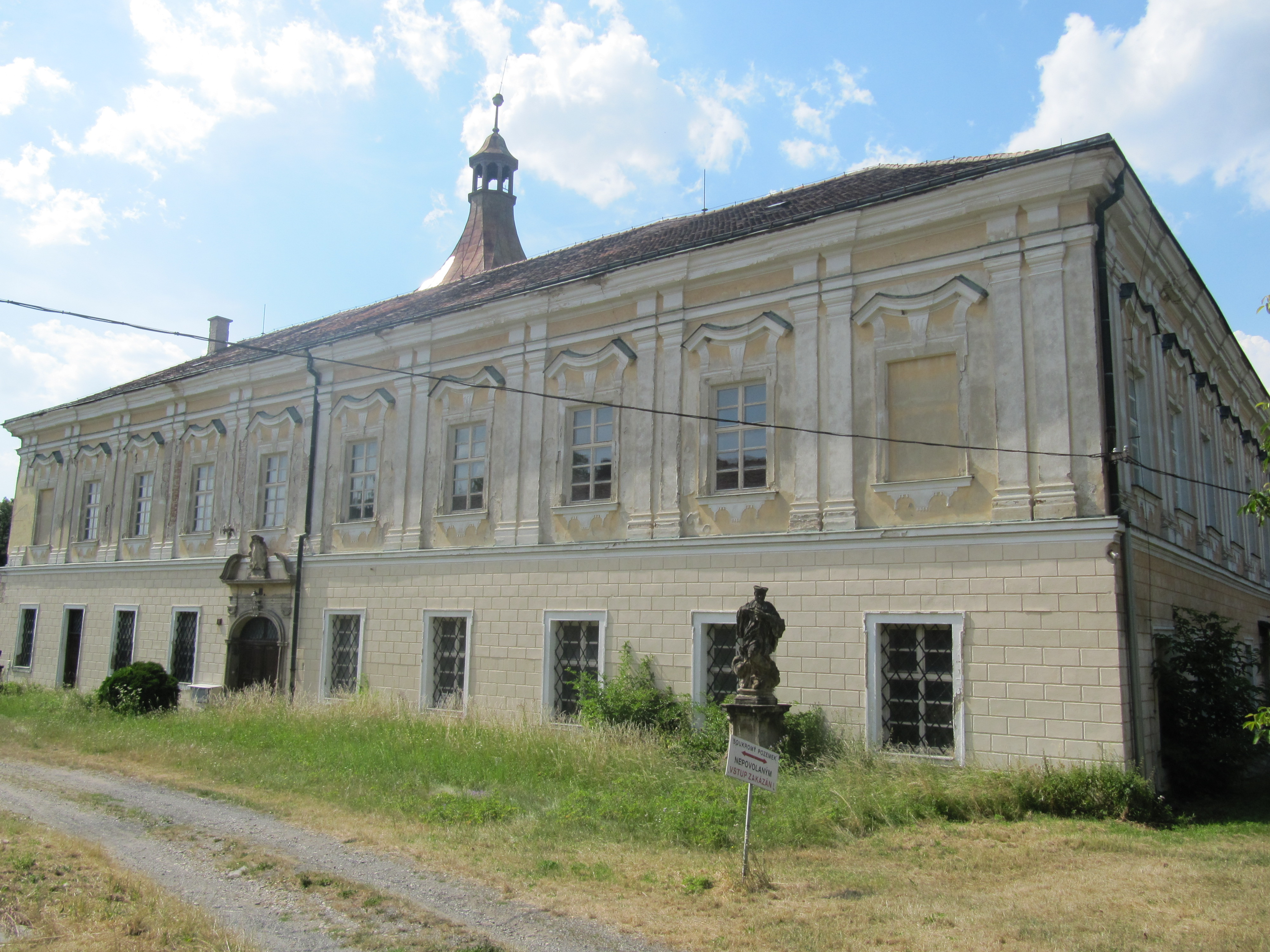
Zámek
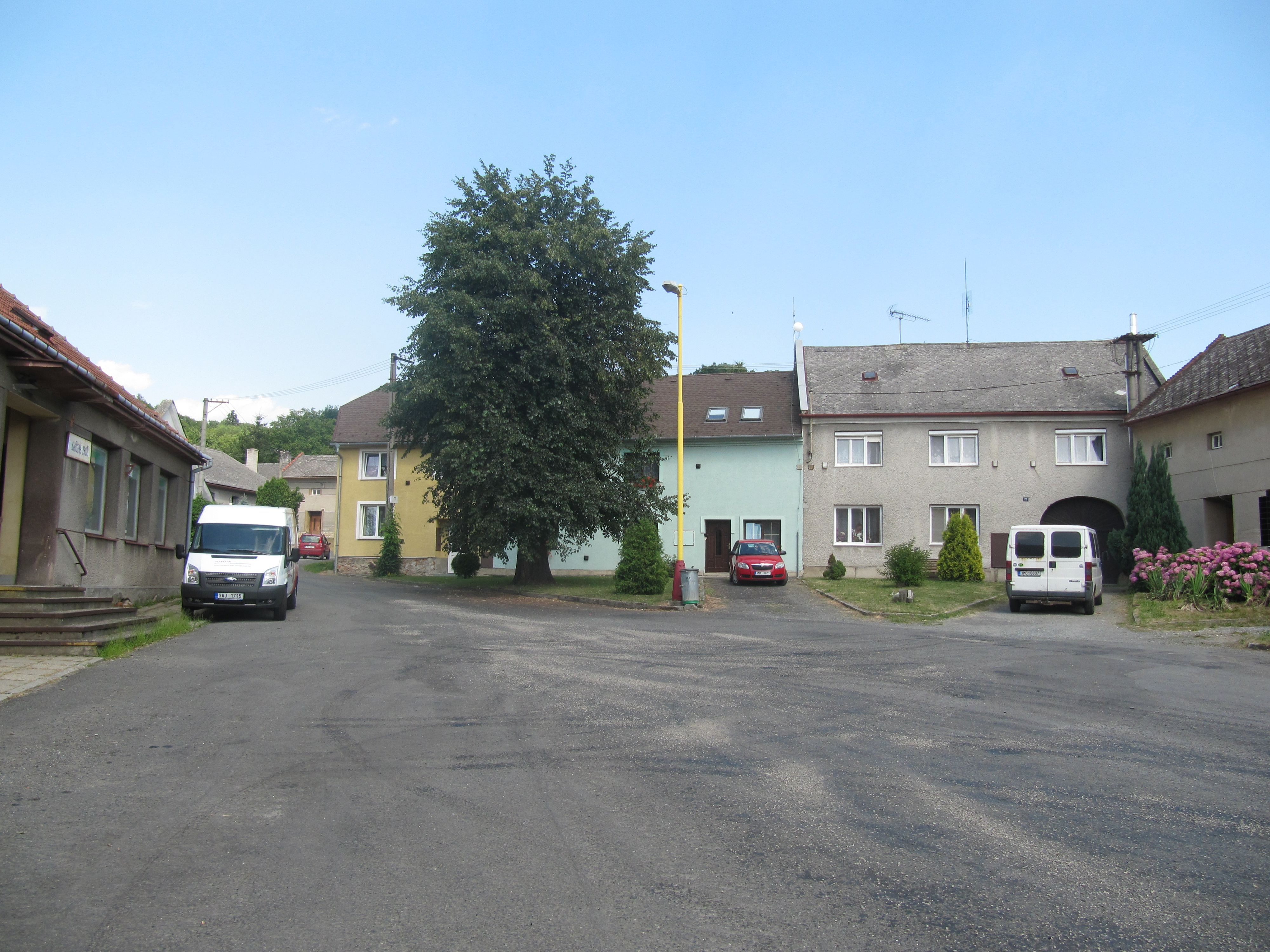
Náves
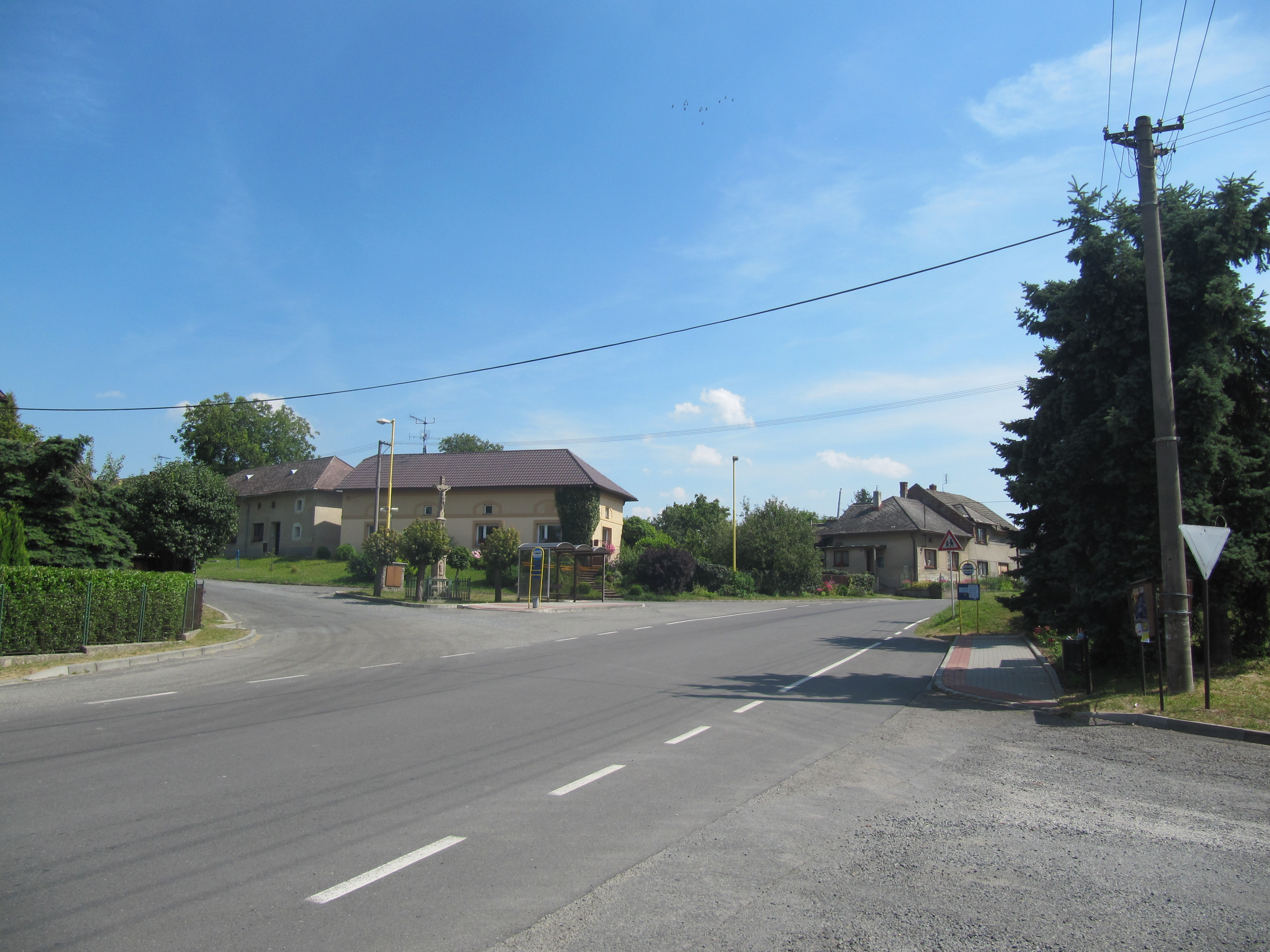
Křižovatka
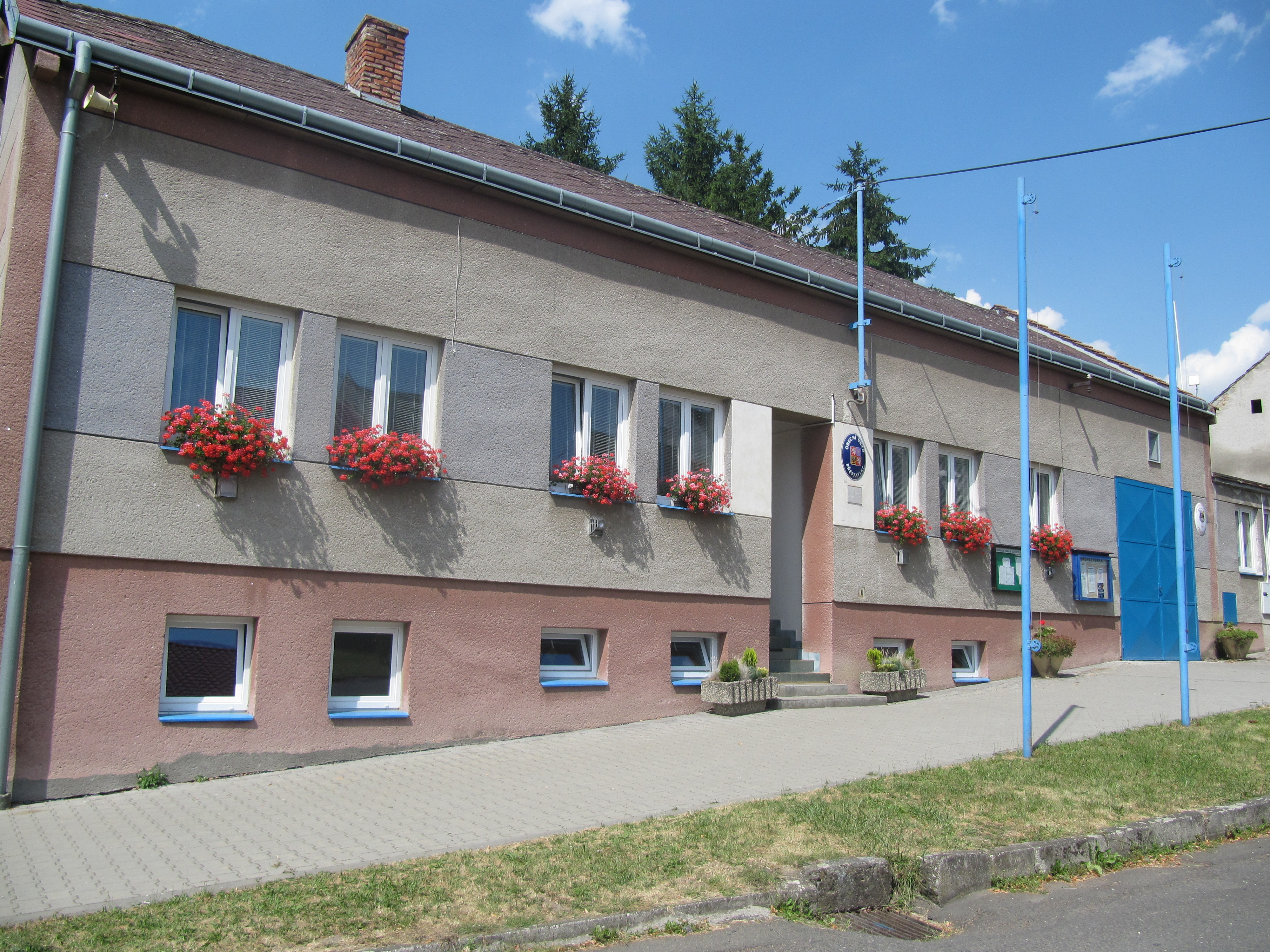
Obecní úřad